# Abd as-Salam Arif

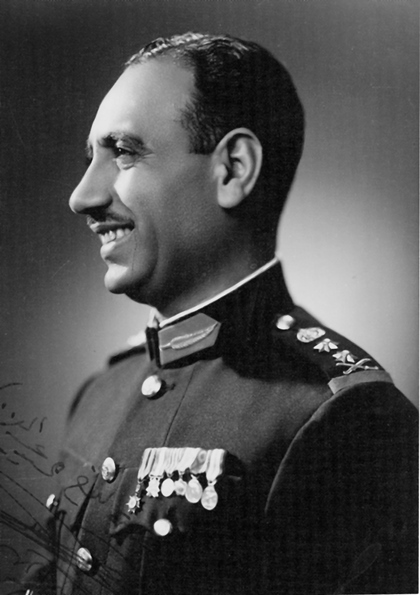
Abd as-Salam Arif

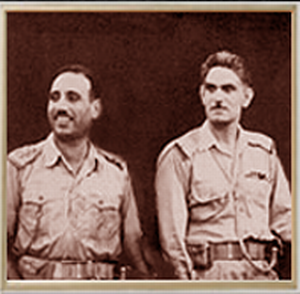
Arif (links) mit Qasim (1958)

Abd as-Salam Muhammad Arif al-Dschumaili, auch Abdul Salam Mohammed Arif Aljumaily (arabisch عبد السلام محمد عارف, DMG ʿAbd as-Salām Muḥammad ʿĀrif; * 21. März 1921 in Bagdad; † 13. April 1966 bei al-Naschwah) war Staatspräsident des Irak vom 8. Februar 1963 bis zum 13. April 1966 und kurzzeitig auch Regierungschef des Landes.

## Politische Karriere
Als Oberst der zum Jordanien-Einsatz bestimmten 20. Brigade der irakischen Armee war er am 14. Juli 1958 zusammen mit Generalmajor Abd al-Karim Qasim am Sturz der Haschimiten-Monarchie und der Ausrufung der Republik beteiligt. In der Revolutionsregierung wurde er unter Premier- und Verteidigungsminister Qasim zunächst Vizepremier- und Innenminister. Im Streit um die Ausrichtung der Revolution stellte sich Arif aber bald auf die Seite konservativer panarabischer Nationalisten, die den raschen Anschluss an die Vereinigte Arabische Republik (VAR) forderten, während irakische Regionalpatrioten und Kommunisten ebenso wie Qasim eine Vorherrschaft Gamal Abdel Nassers ablehnten und bestenfalls eine lockere Föderation propagierten. 
Meuternde Militärs bestärkten Arif in dem Bestreben, Qasim ebenso zu entmachten, wie einst Nasser es 1954 mit General Naguib (Machthaber seit 1952) vorgemacht hatte. Bei Reisen durch die Provinzen bereitete er einen Putsch vor, dem Qasim allerdings mit der Entlassung Arifs als stellvertretender Armeechef am 10. September und als Minister am 30. September 1958 zuvorkam. Arif sollte als Botschafter nach Bonn abgeschoben werden, weigerte sich aber, diesen Posten anzutreten, bedrohte Qasim im Oktober mit dem Revolver und tauchte unter. Bei seiner Rückkehr nach Bagdad wurde er im November 1958 zum Tode verurteilt, im Februar 1959 aber von seinem einstigen Kampfgefährten Qasim begnadigt und nach dem Zusammenbruch der VAR im Oktober 1961 sogar freigelassen.
Arif nahm sofort Kontakt zur oppositionellen Baath-Partei auf, die die Revolution noch 1958 unterstützt, doch 1959 Qasim zu ermorden versucht hatten. Während Qasims Truppen in Irakisch-Kurdistan kämpften, putschten nationalistische Offiziere unter Arif und baathistische Milizen am 8. Februar 1963 in Bagdad. Qasim wurde getötet und der Widerstand seiner Anhänger in zweitägigen Straßenkämpfen gebrochen. Neuer Präsident wurde Arif, neuer Premierminister Ahmad Hasan al-Bakr, Vizepremier und Innenminister ʿAlī Sālih as-Saʿdī. Arif ließ zunächst as-Saʿdīs baathistische Nationalgarde die Kommunisten erbittert verfolgen und nach einem weiteren baathistischen Putsch auch in Syrien (8. März 1963) im April 1963 Verhandlungen über eine syrisch-irakisch-ägyptische Union führen. 
Nach dem Scheitern der Union und dem Ausbrechen offener Kämpfe zwischen dem rechten Baath-Flügel (as-Saʿdī) und dem linken Baath-Flügel (al-Bakr) griff er jedoch auf Drängen der Militärs ein, setzte al-Bakr ab, ernannte sich zum Marschall und übernahm mit dem Militärputsch vom 18. November 1963 selbst die Regierungsgewalt.
1964 bestimmte er den ehemaligen Baathisten und Neu-Nasseristen Tahir Yahya zum Premier, auch der Ex-Baathist und Neu-Nasserist Fuad ar-Rikabi schloss sich an. Mit Nasser selbst beschloss Arif die allmähliche Vereinigung Ägyptens und Iraks, seitdem ist der ägyptische Adler Wappentier Iraks. Alle politischen Parteien wurden aufgelöst und nach ägyptischem Vorbild die Arabische Sozialistische Union als alleinige Einheitspartei geschaffen, die jedoch ein Papiertiger blieb und die fehlende Massenbasis des Regimes nicht ersetzen konnte. Auch der Versuch Arifs, die ausländischen Ölkonzerne (Iraqi Petroleum Company) stärker zu kontrollieren, scheiterte 1965, und kaum hatte er Premier Yahya durch den Nasseristen Arif Abd ar-Razzaq ersetzt, unternahm dieser neue Premier einen Putschversuch, der die Beziehungen zu Ägypten fortan belastete. 
Arif löste den Revolutionären Kommandorat auf und ernannte den Zivilisten Abd ar-Rahman al-Bazzaz zu Razzaqs Nachfolger als Regierungschef. Wichtigste Stützen seines Regimes waren fortan sein älterer Bruder und Generalstabschef Abd ar-Rahman Arif, Oberst Sa'id Slaibi sowie die Republikanische Garde, die sich aus der 20. Brigade bzw. Soldaten aus Arifs Heimat-Clan in al-Jumaila zusammensetzte. 
Noch bevor Ex-Premier ar-Razzaq im Juli 1966 einen erneuten Putschversuch unternehmen konnte, kam Arif bei einem Hubschrauberabsturz während eines Sandsturms in der Wüste ums Leben. Sein Bruder Abd ar-Rahman wurde neuer Präsident.

## Familie
Am 13. Dezember 2004 wurden Arifs Tochter Sana Abdul Salam und ihr Gatte Wamith Abdul Razzak Said Alkadiry in Baghdad von Unbekannten ermordet. Ihr Sohn Rafal Alkadiry, 22 Jahre alt, wurde entführt und später ermordet.